# Casco Viejo, Panama
Casco Antiguo (v španščini za 'staro četrt'), znano tudi kot Casco Viejo ali San Felipe, je zgodovinsko okrožje mesta Panama. Dokončano in naseljeno leta 1673 je bilo zgrajeno po skoraj popolnem uničenju prvotnega mesta Panamá, Panamá Viejo leta 1671, ko so slednjega napadli pirati. Leta 1997 je bil razglašen za območje svetovne dediščine.

## Zgodovina
Mesto Panama je bilo ustanovljeno 15. avgusta 1519 in je trajalo sto dvainpetdeset let. Januarja 1671 ga je guverner Juan Perez de Guzman dal zažgati, pred napadom in ropanjem pirata Henryja Morgana. Leta 1672 je Antonio Fernández de Córdoba začel graditi novo mesto, ki je bilo nato ustanovljeno 21. januarja 1673. To mesto je bilo zgrajeno na polotoku, popolnoma izoliranem z morjem in obrambnim sistemom obzidij. Danes so na tem mestu prve ustanove in stavbe sodobnega mesta Panama. Znano je kot Casco Viejo (špansko 'staro mesto').
V zadnjih letih je Casco Viejo – z gentrifikacijo – postal turistična točka, polna restavracij, butičnih hotelov in nočnih klubov; hkrati pa ohranja več zgodovinskih znamenitosti, ki jih ponuja.

## Glavne znamenitosti
- Metropolitanska stolnica mesta Panama ali Catedral Basílica Santa María la Antigua je glavna katoliška cerkev v mestu Panama. Prva stolnica je bila zgrajena v Santa María la Antigua del Darién, ko je bila leta 1513 ustanovljena panamska škofija. Potem ko jo je zapustil Pedrarias Dávila, so bile insignije, biki in relikvije prenesene na Gospo od Marijinega vnebovzetja v Panami, ustanovljeno leta 1519. Po požaru Henryja Morgana leta 1671 se je mesto leta 1673 preselilo na sedanjo lokacijo. Gradnja nove stolnice je trajala 108 let, od 1688 do 1796.
- El Palacio de las Garzas je vladni urad in rezidenca predsednika Paname.
- Cerkev in samostan sv. Frančiška Asiškega; prvotna cerkev je bila zgrajena v 17. stoletju, vendar je bila med požari 1737 in 1756 skoraj uničena. Njena sedanja stavba sega v leto 1918, ko je bila skoraj v celoti prenovljena.
- Cerkev San José je bila zgrajena med letoma 1671 in 1677. Stoji na aveniji A in 8. ulici in je znana po baročnem oltarju, izrezljanem v mahagoniju in prekritem z zlatimi lističi. Ta oltar je obdan z legendo, ki pravi, da so ga pred pirati rešili menihi, ki so ga zavili v črno, vendar njegova izdelava sega v 18. stoletje.
- Cerkev La Merced (cerkev usmiljenja); njena gradnja sega v leto 1680 in je edina cerkev v starem mestnem jedru, ki ohranja originalno fasado svoje prve gradnje v starem mestnem jedru. Stoji na vzhodni 10. ulici, poleg občinske hiše, poleg Puerta de Tierra, ki je omogočala dostop do obzidanega mesta.
- Cerkev in samostan Santo Domingo: Arco Chato; zgrajen leta 1678, je bil eden prvih, ki je bil ustanovljen v novem mestu. V 17. stoletju sta ga opustošila dva požara, ki sta uničila stolp in notranjost. Vendar pa so stene in oboki ostali stoječi, zlasti "Arco Chato", zgrajen za podporo lesenega kora cerkve. V 19. stoletju, po osamosvojitvi od Španije in izumrtju menihov iz ožine, je stavba prešla v zasebne roke in na cerkveni lokaciji, tako kot njen križni hodnik, so bila različna podjetja, kot so pekarna, mizarska delavnica, javne kopalnice itd. Ta spomenik je ponovno postal aktualen v 20. stoletju, v času izgradnje prekopa, saj je njegov ploščati lok služil kot primer potresne stabilnosti. Trenutno si lahko ogleda ruševine fasad in notranjih obokov ter popolnoma obnovljeno kapelo, ki služi kot Muzej verske umetnosti.
- Cerkev in samostan Družbe Jezusove ima zasluge, da je v njem delovala prva univerza na Panamski ožini: Kraljeva in papeška univerza San Javier. Leta 1767 je Karel III. izgnal jezuite in s tem je prenehala njegova samostanska in univerzitetna funkcija.
- Casa de la Municipalidad, ki izvira iz začetka 20. stoletja; Mestna hiša ali dvorec Arias-Feraud, zgrajen v prvi tretjini 20. stoletja, je na mejah obzidanega mesta. Še vedno lahko vidite ostanke stare Puerta de Tierra, ki je zagotavljala prehod v mesto Panama.
- Palacio Nacional
- Narodno gledališče Paname in vladna palača sta na nekdanjem mestu nun La Concepción v trinadstropni stavbi. Narodno gledališče je diagonalno čez Plaza Bolívar, Calle 3 Catedral in Ave B, vladna palača pa gleda na osrednjo avenijo. Za njeno gradnjo je med letoma 1905 in 1908 zaslužen italijanski arhitekt Genaro Ruggiero.
- Muzej Panamskega prekopa
- Palacio Bolívar; v palači Bolívar, poleg cerkve sv. Frančiška, je dvorana, v kateri je leta 1824 potekal Amfiktionski kongres. Ta stavba je trenutno Urad republike. Prvotna stavba je bila samostan in sega v leto 1673. Požar v 18. stoletju jo je uničil, samostan in cerkev pa sta bila leta 1771 obnovljena. Potem ko so frančiškanski bratje leta 1821 zapustili samostan, so stavbo uporabili kot vojašnico; vendar pa je v 19. stoletju služila kot sedež šole bratov piaristov. V 20. stoletju se je ta akademska tradicija nadaljevala in do leta 1999 gostila Colegio de La Salle, Colegio San Agustín in nazadnje Instituto Bolívar. Leto pozneje so se začela obnovitvena dela v prostorih pisarn kanclerja, ministrstva za zunanje zadeve Paname in Bolívarjev muzej.
- Hiša Góngora je ena najstarejših v Panami, ki ohranja svojo prvotno arhitekturo, zato velja za vrednostni razred 1, najvišjo stopnjo v hierarhiji dediščine. Leta 1756 ga je zgradil kapitan Pablo Góngora de Cáceres, od tod tudi njegovo ime.
- Plaza Bolívar, prvotno znan kot Plaza de San Francisco, je nastal zaradi požara, ki je požrl cel blok hiš in pustil pusto zemljo. Svoje sedanje ime je dobil leta 1926, ob stoletnici amfiktionskega kongresa. Sredi trga je bil zgrajen spomenik v čast osvoboditelju Simonu Bolívarju. Okoli tega trga so cerkev sv. Frančiška, El Palacio Bolívar, hotel Colombia, cerkev San Felipe de Neri in Casas Heurtematte ter narodno gledališče.
- Plaza Herrera je bil zgrajen na praznem zemljišču, ki ga je pustil požar leta 1781, ki je uničil celoten blok. Prvotno je bil znan kot Plaza del Triunfo in je bil uporabljen za bikoborbe. Šele leta 1887 je dobil svoje današnje ime v čast generalu Tomásu Herreri.
- Plaza de Francia ali las Bóvedas sega v leto 1922, ustvarjen v bastijonu Chiriquí v spomin na okrnjeni poskus Francozov, da bi zgradili Panamski prekop. Ta trg je polkrožen z neorenesančnimi vplivi. V središču stoji obelisk, okronan s petelinom, simbolom francoskega ljudstva. Ta obelisk obdajajo doprsni kipi pionirskih inženirjev prekopa in nekaj obokov, pod katerimi je deset plošč, ki pripovedujejo o zgodovini Panamskega prekopa.
- Trg neodvisnosti (Plaza de la Independencia) ali Plaza Mayor, pogovorno znana kot Plaza Catedral, je bil prvotno zasnovan v obliki kvadrata 57 × 57 metrov brez upoštevanja okoliških ulic, to je 3250 m². Do 19. stoletja so trg podaljšali, saj so enega od blokov na severni strani umaknili nazaj.

## Galerija
- Muzej Panamskega prekopa
- Trg neodvisnosti
- Cerkev sv. Frančiška Asiškega
- Notranjost cerkve sv. Frančiška Asiškega
- Narodno gledališče
- Znotraj Narodnega gledališča
- Družba Jezusova
- Samostan Santo Domingo
- Arco Chato
- Cerkev svetega Jožefa
- Tipične hiše
- Palacio Nacional
- Palača čapljic (Palacio de las Garzas)
- Casa Góngora
- Catedral Metropolitana
- Notranjost Catedral Metropolitana
- Plaza Bolivar
- Zemljevid Paname in njenega predmestja leta 1789
- Plaza Herrera
- Pogled na mesto Panama iz mesta Casco Viejo